# نهضت خداپرستان سوسیالیست
نهضت خداپرستان سوسیالیست در سال ۱۳۲۲ توسط گروهی از جوانان مذهبی به رهبری محمد نخشب و حسین راضی و جلال‌الدین آشتیانی و کاظم سامی تأسیس شد که متمایل به خردگرایی غربی، تجدد و سوسیالیسم بودند. این تشکل، با تلفیق نگرش اسلامی موردنظر رهبران آن با اندیشه‌های مدرن چپ و ملی‌گرایی فعالیت می‌کرد. نظریه‌پردازان این نهضت، محمد نخشب و جلال‌الدین آشتیانی، معتقد بودند که باید سوسیالیسم را از قید ماتریالیسم و خداپرستی را از قید خرافات رها کرد. آن‌ها در پی تحقق اهداف خود با تشکیل جلسات بحث و انتقاد، مبارزات سیاسی و اجتماعی خود را آغاز کردند. حسین راضی از اعضای اولیه خداپرستان سوسیالیست می‌نویسد که مهم‌ترین هدف نهضت خداپرستان سوسیالیست مقابله با حزب توده نبود، بلکه منظور رهایی مردم از ستم، فقر و هر نوع استعمار و استثمار انسان از انسان و هر نوع وابستگی سیاسی و اقتصادی بوده است.

## عقاید
نهضت خدا پرستان سوسیالیست بر مبنای سه عقیده مشترک‌ التزام به عدالت اجتماعی و برابری یا به زعم اعضا سوسیالیسم، احساسات قوی مذهبی  و اعتقاد عمیق قلبی به ملی‌گرایی بر مبنای هویت ملی و مذهبی در ایران، پس از شهریور ۱۳۲۰ تشکیل شد. این نهضت به لحاظ فکری و فلسفی، توحید را به عنوان جهان‌بینی پذیرفته  و به لحاظ اقتصادی به سوسیالیسم گرایش داشت و به لحاظ سیاسی در صدد مبارزه با استبداد و خواهان دخالت مردم در سرنوشت خود بود. روش مبارزه آن‌ها مخفی بود تا بتوانند کادرسازی کنند تا در صورت فعالیت‌های علنی از این نیروها استفاده کنند. نهضت خداپرستان سوسیالیست، اسلام را به عنوان یک ایدئولوژی اجتماعی و انقلابی و طرز تفکر خداپرستی و به عنوان تکیه‌گاه فلسفی و معنوی جهت رهبری مبارزه مردم مسلمان ایران و تحول اجتماعی و دگرگونی نظام موجود معرفی می‌کردند؛ در حالی که به سوسیالیسم اعتقاد داشتند و آن را مظهر حق‌طلبی و عدالت‌خواهی انسان‌ها می‌دانستند و ابعاد ماتریالیستی و جبرگرایانه مارکسیسم را نمی‌پذیرفتند. اینان غرب و شرق را به دلیل انحطاط اخلاقی، سیاست‌های امپریالیستی، نبود ایمان مذهبی، مادی‌گرایی، استبداد و استعمار نقد می‌کردند و به نوعی به حکومت اسلامی اعتقاد داشتند  که سیاست‌های سوسیالیستی را در پیش بگیرد و تحت رهبری یک انسان والا و زمامدار برتر قرار داشته باشد. از دیدگاه این حزب، رهبری اهمیتی بنیادین داشت و انسانی مافوق به‌شمار می‌آمد که از شایستگی هدایت جامعه بشری برای نیل به کمال برخوردار بوده و پیروی از آن ضروری دانسته می‌شد که در این حکومت با اجرای اصل شورا، دموکراسی اصیل تحقق می‌یافت.

### سوسیالیسم غیر مارکسیسمی مبتنی بر احکام اسلام
سوسیالیسم اسلامی  اصطلاح ابداعی متفاوت رهبران مسلمان برای توصیف یک قالب بیشتر معنوی از سوسیالیسم است. سوسیالیست‌های مسلمان بر این باورند که آموزه‌های قرآن و محمد به خصوص زکات، سازگار با اصول برابری اقتصادی و اجتماعی است. آن‌ها با الهام از اوایل دولت رفاه مدینه ایجاد شده توسط محمد رفتار می‌کنند. سوسیالیست‌های مسلمان ریشه‌های خود را در ضد امپریالیستی یافت می‌کنند. 
محمد نخشب در نوشته‌های خود به صراحت از جنبش‌های چپ منهای مارکسیسم، دفاع کرده و اصطلاحات مختلفی مانند دیالکتیک، انحلال مالکیت خصوصی بر ابزار تولید و غیره را در نوشته‌های خود با سهولت به کار می‌برد. به باور نخشب واژه اجتماعی که از این تاریخ در مباحث ایدئولوژیک جای بزرگی خواهد داشت، سوسیالیسم بر پایه طرز تفکر خداپرستی است.
در نگاه محمد نخشب این نوع از سوسیالیسم که می‌بایست در یک جامعه خداپرست و اخلاقی تحقق یابد، سوسیالیسم تحققی نام گرفته بود که در برابر سوسیالیسم تخیلی و علمی اروپایی‌ها و کمونیست‌ها بود.

### اسلام‌گرایی
این گفتمان نوگرایانه موجب تبرئه اسلام از خرافه پرستی، تقیه، انحطاط و تنگ‌نظری گردید. سوسیالیست‌های خداپرست می‌کوشیدند خود را به عنوان پیشگامان جریان فکری تازه و مستقل معرّفی کنند. اکثر اعضای جوان کانون نشر حقایق اسلامی به تدریج به نهضت خداپرستان پیوستند.اکثر اعضای نهضت نسبت به روحانیون و نهاد روحانیت بی‌توجّه بوده و مدّعی بودند روحانیون به‌جای تعلیم و القای افکار مترقی و فداکاری‌های شجاعانه ائمه، از آن‌ها تصویر افرادی ضعیف ارائه می‌دهند. البته  خداپرستان سوسیالیست برخلاف جریان احمد کسروی که تشیع را رد می‌کرد، خود را پیشگامان انقلابی و اصیل تشیع مترقی و آزادی‌بخش می‌خواندند.
جلال‌الدین آشتیانی نگرش دینی نهضت را با گرایش نزدیک کردن دین به علم، در کتاب خود چنین تبیین می‌کند: انسان در راه کمال به سوی حق در حرکت است، برداشت او نیز از قرآن، کتاب حق در حال تکامل است و به همین دلیل است که دیده می‌شود با تکامل علم و دانش و فهم و وسعت دید بشر، درک از قرآن نیز تکامل یافته و متغیر می‌گردد تا جایی که دربرداشت از اصول نیز دید و بینش نوینی می‌یابد، حتّی مفهوم توحید که اصل اساسی ادیان حقه است، پیوسته یکسان نبوده و بسته به درک افراد متفاوت است.

### ملی‌گرایی

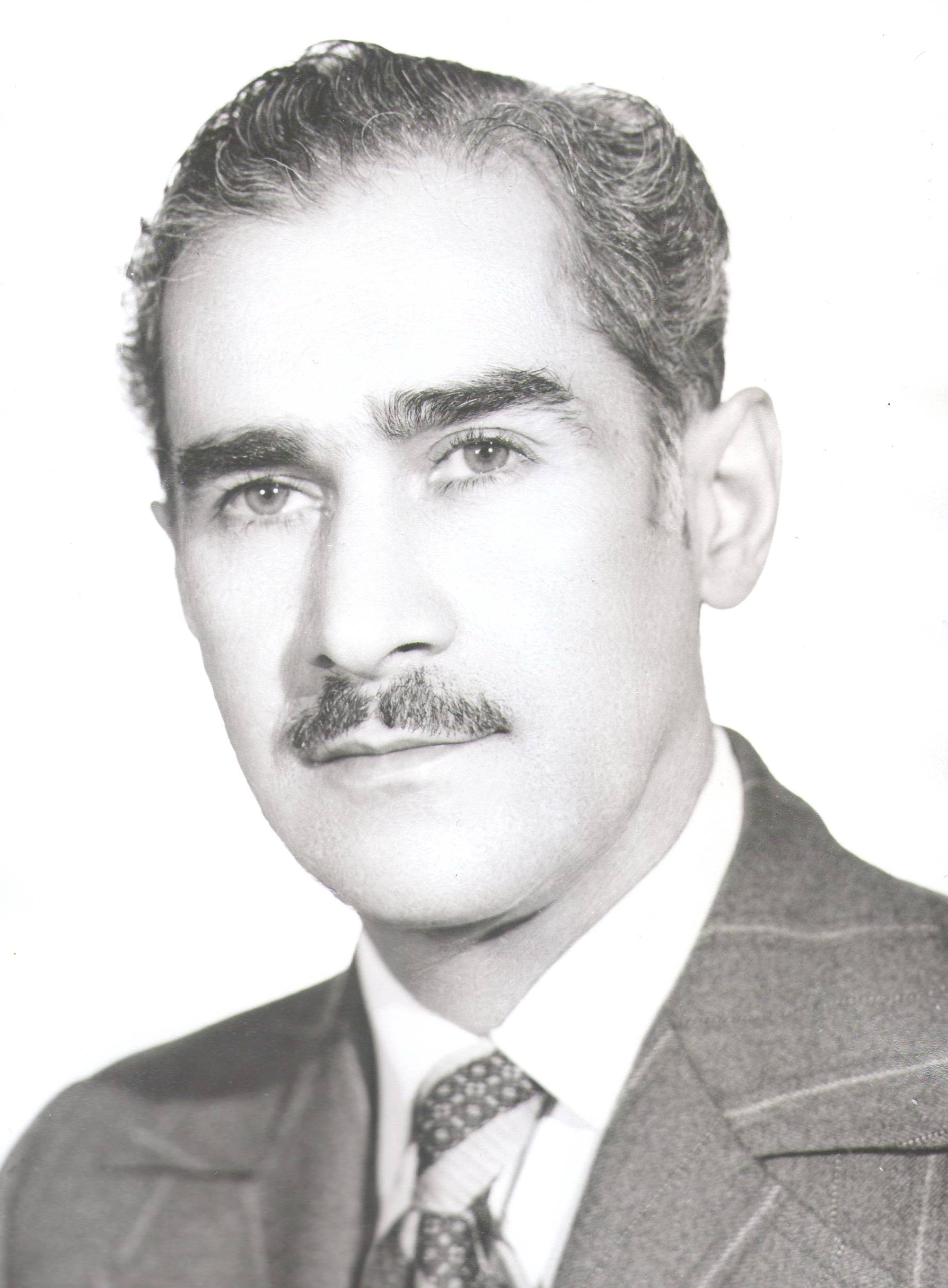

مهم‌ترین تشکیلات جریان ملی‌گرا در قالب جبهه ملی ایران تجلی یافته است. جبهه ملی در سال ۱۳۲۸ به رهبری محمد مصدق تشکیل شد. ملی‌گرایان هدف از تأسیس جبهه ملی را بنیان نهادن حکومت ملی از گذر آزادی انتخابات و افکار اعلام کردند. حزب مردم ایران، به رهبری محمد نخشب با مشی ناسیونالیسم و گرایش به اسلام و سوسیالیزم، یکی از احزاب جزو جبهه ملی بود.

### دموکراسی
محمد نخشب معتقد بود که نه عدالت بدون آزادی و دموکراسی تحقق‌پذیر است و نه آزادی و دموکراسی، بدون برابری و عدالت اجتماعی از روی کاغذ به عمل می‌آید. جریان فکری خداپرستان سوسیالیست قائل بر شورایی شدن همه امور اجرایی بود و بر آن تأکید نیز داشتند.

## فعالیت‌های نهضت خداپرستان سوسیالیست
در اواسط ۱۳۲۹ پس از ائتلاف با حزب ایران، فعالیت‌های خود را در زمینه ملی شدن صنعت نفت گسترش دادند. بروز اختلاف بین جوانان نهضت خداپرستان سوسیالیست و گردانندگان حزب ایران منجر به انشعاب جوانان از حزب ایران و تشکیل جمعیت آزادی مردم ایران شد. هدف جمعیت ارتقاء سطح آگاهی مردم درباره خطر توطئه‌های دربار و عوامل ضد ملی بود! این گروه با انتشار روزنامه «مردم ایران» در سال ۱۳۳۳ حزب مردم ایران را پایه‌گذاری کردند. بعد از کودتای نظامی ۲۸ مرداد با انتشار روزنامه «راه مصدق» و برگزاری تظاهرات، سهم مؤثری در مبارزات ملی داشتند. پس از برقراری جمهوری اسلامی و تشکیل کابینه موقت مهندس بازرگان تعدادی از اعضای این کابینه از اعضای قبلی این حزب بودند.

## نشریات
کتاب‌های منتشره توسّط نهضت در جهت تعلیمات اعضای خود عبارت بودند از: «مکتب واسطه» توسّط شکیب‌نیا و کتابی به نام «ایدئال بشر» از مهندس جلال‌الدین آشتیانی و کتاب‌هایی به نام‌های " بشر مادی و نزاع کلیسا و ماتریالیسم و فرهنگ واژه‌های اجتماعی و ایران در آستانه یک انقلاب اجتماعی از محمد نخشب.
نخشب از نظر فلسفی معتقد بود که ماده‌گرایی و اجتماع‌گرایی (سوسیالیسم) ناسازگارند؛ زیرا ایجاد یک سامان اجتماعی دادگرانه به فداکاری و دیگرخواهی نیاز دارد که این با منطق ماده‌گرایی ناسازگار است. فعالیت‌های آرمانی و فداکارانه مورد نیاز برای ایجاد جهان دلخواه باید بر پایه باور یا ایمان به چیزی فراتر از جهان مادی استوار باشد، وگرنه شخص دلیلی برای از خودگذشتگی، ایثار و جانفشانی در راه آرمان‌ها نخواهد یافت. از نظر نخشب و یارانش عدالت اجتماعی بدون آزادی‌های سیاسی و دموکراسی و دموکراسی بدون عدالت اجتماعی و این هر دو، بدون اخلاق، ناقص و ناکارآمد هستند. نهضت در نوشته‌های خود خواستار اتّحاد کارگران و دهقانان و براندازی نظام اقتصادی بود که به گمان نهضت منشأ عقب ماندگی‌های ایران محسوب می‌شد.

## برخی از اعضای حزب
برخی از اعضای این حزب عبارت بودند از: محمد نخشب، حسین راضی، علی اکبر نوشین، احمد سمیعی، معین‌الدین مرجایی، محمدهادی جواهری، محمدحسن سالمی، کاظم سامی، محمد ایزدی، علی‌اکبر معین‌فر، صادق قطب‌زاده، ابراهیم یزدی، علی شریعتمداری، مصطفوی و لاجوردی، ابوالفضل مرتاضی لنگرودی، ابوالقاسم شکیب نیا، حبیب‌الله پیمان، رضا کاشفی.

## نهضت خداپرستان سوسیالیست و فعالیت‌های سیاسی
حزب خداپرستان سوسیالیست، در اواسط ۱۳۲۸ با حزب ایران و در پی مذاکرات تنی چند از فعالان حزب، برای مدّتی به لحاظ تشکیلاتی به حزب ایران (به رهبری اللهیار صالح) پیوستند. ائتلاف کردند و در این حزب فعالیت‌های دامنه‌داری در جهت شکل‌ دادن به مبارزات آغاز نمودند؛ ولی به علت تضادی که بین نحوه تفکّر این جوانان با گردانندگان حزب ایران بود، باعث جدایی زودهنگام آن‌ها در اواخر سال ۱۳۳۱ شد. از سال ۱۳۲۹ پس از آن حسین راضی با رأی شرکت‌کنندگان در کنگره چهارم حزب ایران به سمت عضویت شورای مرکزی حزب ایران انتخاب شد. به دلیل برخی از تفاوت‌ها در نوع عملکرد اعضای نهضت خداپرستان سوسیالیست در سال ۱۳۳۱ از حزب ایران استعفا داده و جمعیت آزادی مردم ایران را تشکیل دادند. نشریه مردم ایران ارگان این تشکل جدید بود. یک سال پس از کودتا جمیعت آزادی مردم ایران نام خود را به حزب مردم ایران تغییر داد و در نهضت مقاومت ملی و پس از آن در جبهه ملی ایران تا به امروز فعال است.

## موضع حزب درباره اسرائیل
نهضت خداپرستان سوسیالیست در پاییز سال ۱۳۲۷ به هنگام جنگ اعراب و صهیونیست‌ها و تشکیل دولت اسرائیل، همراه با سید ابوالقاسم کاشانی، سید محمود طالقانی، انجمن اسلامی دانشجویان، فدائیان اسلام و اتحاد مسلمین، اوّلین متیتیگ را علیه اسرائیل و در حمایت از فلسطین و اعراب برپا کردند.

## شخصیت‌ها و نهضت خداپرستان سوسیالیست

### علی شریعی
علی شریعتی در مقدمه مقاله ای که در سال ۱۳۳۴ تحت عنوان مکتب واسطه نوشت، تأکید می‌کند از میان مکتب‌های ماتریالیسم و ایده‌آلیسم، اسلام روش مختص به خود را دارد و آن را می‌توان رئالیسم نامید! رژیم اجتماعی و اقتصادی اسلام، سوسیالیسم عملی است که بر طرز فکر خداپرستی استوار و حدّ وسط میان دو رژیم فاسد کاپیتالیسم و کمونیسم است. 
علی شریعتی به عنوان یکی از کسانی که به اصول و عقاید خداپرستان سوسیالیست متعهد بود، کتاب ابوذر خداپرست سوسیالیست اثر رمان‌نویس تندروی  مصری عبدالمجید جودت السحار را از عربی به فارسی ترجمه کرد و در مشهد به چاپ رساند و با انتخاب عنوان خداپرست سوسیالیست کوشید ابوذر را به عنوان الگوی کامل خداپرستان سوسیالیست معرّفی کند. در مقدمه این کتاب از ابوذر به عنوان یک انسان کامل، فوق سوسیالیست، مبارز در راه اشتراکیت اسلامی و یکی از منتخبان آزادی که امروز بشریت آرزو می‌کند، یاد نمود. وی بعدها به صراحت اذعان کرده بود که اسلامش، تشیع‌اش و نیز خواستش و خشمش و آرمانش، مکتب ابوذر، اسلام ابوذر و تشیع ابوذر است.
علی شریعتی، سرشناس‌ترین همراه خداپرستان سوسیالیست بود که در صدها ساعت سخنرانی و هزاران صفحه مکتوب، در اواخر دهه ۴۰ و اوایل دهه ۵۰ در حسینیه ارشاد و دیگر مجامع علنی و مخفی مثلّث زر و زور و تزویر و آزادی، برابری، و عرفان را مطرح کرد و در این مقوله اثربخش که به انقلاب ۵۷ انجامید، بسیار گفت و نوشت که کماکان قابل طرح و استناد هستند.

## هاشم آقاجری
هاشم آقاجری درباره سوسیالیست‌های خداپرست زیر عنوان تبارشناسی سوسیال دموکرات‌های مسلمان در تاریخ مسلمان ایران می‌گوید که تبارشناسی جناح عدالت‌خواه و آزادی‌طلب و مدافعان آزادی و سوسیالیسم با تکیه بر دین، بسیار قدیمی‌تر از دهه ۲۰ و پس از تأسیس حزب توده است و از دوران مشروطیت شروع می‌شود. در صدر مشروطیت، سوسیال دموکرات‌های مسلمان فعال بودند. محمد نخشب چهره شاخص دوره دوم و علی شریعتی چهره شاخص دوره سوم است. محمد نخشب بر اخلاق و معنویت تأکید داشت و معتقد بود انسان آزاد در کارخانه ساخته نمی‌شود. برای ساختن شخصیت اخلاقی نیازمند دین، معنویت و خداپرستی هستیم. زیربنای مادی قادر نیست که جامعه اخلاقی را شکل دهد.

### حبیب‌اللّٰه پیمان
حبیب‌اللّٰه پیمان در مورد این نهضت می‌گوید اندیشه‌های محمد نخشب در علی شریعتی فوران کرد و علی شریعتی بر دوش نخشب ایستاد. نخشب بر آگاهی مردم از ریشه‌های انحطاط جامعه ایران تأکید داشت و وجدان اخلاقی را لازمه جامعه می‌دانست. او نیروی محرکه تاریخ را نیروی معنوی ایمان، ایدئال بشر و معنای او برای زندگی خود می‌دانست. نخشب نشان داد کسانی که به عدالت و آزادی ایمان ندارند، در موقعیت‌های سخت نمی‌توانند به آن وفادار بمانند. وی معتقد بود این ایمان نیازمند فلسفه و جهان‌بینی خداپرستی است.

## تبدیل نهضت به حزب
نهضت خداپرستان سوسیالیست، به رهبری محمد نخشب و حسین راضی در سال ۱۳۲۹ و در پی مذاکراتی با حزب ایران در جهت ایجاد یک حزب ملی سوسیال دموکرات در راستای کمک به جبهه ملی ایران و نهضت ملی شدن نفت ادغام می‌شوند. حزب ایران (به رهبری اللهیار صالح) حزبی مبتنی بر پایه سکولاریسم، ملی‌گرایی و سوسیال دموکراسی بود ولی در مقابل، نهضت خداپرستان بر پایه‌ای بودن احکام اسلامی و جاری بودن آنان در شئون زندگی تأکید می‌کردند. در عین حال رهبران آن از جمله نخشب کوشیدند تا عقاید اسلامی خود را در درون آن حفظ کنند. پس از پیوستن اعضای نهضت خداپرستان به حزب ایران حسین راضی به عضویت در شورای مرکزی حزب ایران انتخاب گردید. اعضای نهضت که اینک در حزب ایران فعال بودند، در این دوره فعالیت‌های خود را گسترش داده و در شهر شیراز، حسین راضی از رهبران جدید حزب ایران، از سوی جبهه ملی ایران مسئول راه‌اندازی شعبه جبهه ملی ایران در استان فارس و مبارزه با نفوذ حزب توده و عمال انگلیس به سرکردگی سید نورالدین حسینی‌الهاشمی شیرازی رهبر حزب برادران (شیراز) می‌گردد. کاری که در آن دوره با توجّه به نفوذ سنتی انگلیس در شیراز و استان فارس بسیار دشوار می‌نمود. حسین راضی و اعضای حزبش در شیراز با ایجاد جلسات مکرر و فعالیت بسیار توانستند که نیروهای ملی را در این شهر متمرکز و متّحد نمایند. نقطه اوج موفقیت حزب آزادی مردم ایران راهپیمایی روزهای تاسوعا و عاشورا بود که طرفداران جبهه ملی ایران تنها با بستن پارچه‌ای سیاه یا کراوات سیاه به صورت بسیار گسترده در شهر راهپیمایی نمودند؛ به‌طوری‌که دیگر گروه‌ها نتوانستند هیچ‌گونه فعالیت دارای نمود بیرونی در این روز داشته باشند. این تظاهرات وجهه نوینی از دیدگاه‌های روشنفکری مذهبی را در آن زمان بروز داد که هرگز تکرارش برای گروه‌های ملی میسر نشد. امّا اختلافات پیش آمده در روش‌های اجرایی که بین اعضای نهضت و اعضای حزب ایران پیش آمد، باعث گردید که ائتلاف این دو حزب دوامی نداشته باشد.

## انشعاب نهضت خداپرستان سوسیالیست
- حزب مردم ایران
- جمعیت آزادی مردم ایران
- جاما (جنبش انقلابی مردم ایران)
- جنبش مسلمانان مبارز